# Rut Adler
Rut Maria Adler, född Hallenborg den 15 april 1888 i Riseberga, Kristianstads län, död den 11 april 1969, var en svensk politiker. Hon var farmor till gymnasten Lena Adler.
Hon var ett av fem syskon i ett stort lanthushåll. Modern dog då Rut var liten. Som trettonåring kom hon till flickskolan i Helsingborg. Hon gifte sig 1908 med Axel Adler, som hon träffat på Alnarps lantbruksinstitut och de bosatte sig på gården Ekered i Dvärred, Lindome. Makarna var socialt och kulturellt intresserade och deras gård kom att utvecklas till en informell folkhögskola, där JUF (Jordbrukare-Ungdomens Förbund) kunde disponera större delen av huset. År 1925 bildades i Lindome en avdelning av JUF med ett femtiotal medlemmar. Däribland även den blivande författarinnan Astrid Pettersson och Rut Adler kom att betyda mycket för hennes fortsatta utveckling. "Vi som fick dansa in  vår ungdom på Ekereds fina parkett, vi bondbarn med klumpiga skor", skrev hon senare.    
Hon var först liberal och medlem i Frisinnade kvinnor. I riksdagsvalet 1928 stod Rut Adler på en frisinnad kvinnolista. Under lång tid var hon aktiv inom Göteborgs kvinnliga diskussionsklubb och dess ordförande 1926–1929. Hon arrangerade även ett riksomfattande fredsmöte på Ekered i mars 1931, med bl.a. Elin Wägner som föreläsare. I Ekered hade man tidvis under depressionsåren internatskola för unga arbetslösa. Rut Adler var också kommunalt verksam, bland annat i Lindome kommuns fattigvårdsstyrelse och barnavårdsnämnd. 
Under trettiotalet radikaliserades Rut Adler och inträdde 1934 i Lindome arbetarkommuns kvinnosektion. Redan tidigt anlitades Rut Adler som föredragshållare. Under sin socialdemokratiska tid engagerade hon sig starkt för flyktinghjälp och särskilt för Spanienhjälpen. I Göteborg var hon med om att bilda Sveriges första Spanienkommitté den 4 oktober 1936. Mot slutet av sin tid som socialdemokrat kom hon alltmer i opposition och blev till sist den 7 februari 1940 utesluten från socialdemokraterna "p.g.a. kommunistisk aktivitet". Hon hade då öppet kritiserat den socialdemokratiska partiledningen för att ge upp klasskampen och för "en sveklig borgfred med arbetarrörelsens motståndare".
Hon var med om att bilda Lindome kommunistiska arbetarkommun i oktober 1940. Bland de första medlemmarna märktes Knut och Signe Karlsson. Rut Adler separerade från maken 1935 och lämnade Ekered. 1940 försökte hon få till stånd ett visst praktiskt valsamarbete mellan Socialdemokraterna och kommunisterna i Lindome. Socialdemokraterna avböjde dock. I valet 1946 valdes Rut Adler och Knut Karlsson in i Lindome kommunfullmäktige som hade 25 medlemmar. 
Under åren 1950–1962 var hon ordförande i Göteborgsavdelningen av Svenska Fredskommittén. Hon arbetade frenetiskt för Vietnams folk och mot USA:s krig i Indokina. Bland annat skrev hon många brev till president Lyndon B Johnson och hjälpte avdelningar inom Svenska Kvinnors Vänsterförbund att under 1965 skriva protester till amerikanska ambassaden.
Vid brytningen inom Vänsterpartiet Kommunisterna 1967 lämnade Rut Adler partiet och var fram till sin död 1969 medlem i KFML. Hon skrev mycket kritiska artiklar mot VPK:s linje. Även efter 1967 jobbade hon oförtröttligt vidare. Vid en ålder av 80 år skrev hon brev till Tage Erlander om svensk EEC-anslutning. Två år tidigare hade hon haft en debatt i Göteborgsposten med statsministern i samma fråga.
Adler avled fyra dagar före sin 81-årsdag och är begravd på Riseberga kyrkogård, Ljungbyhed.